# Giampiero Moretti

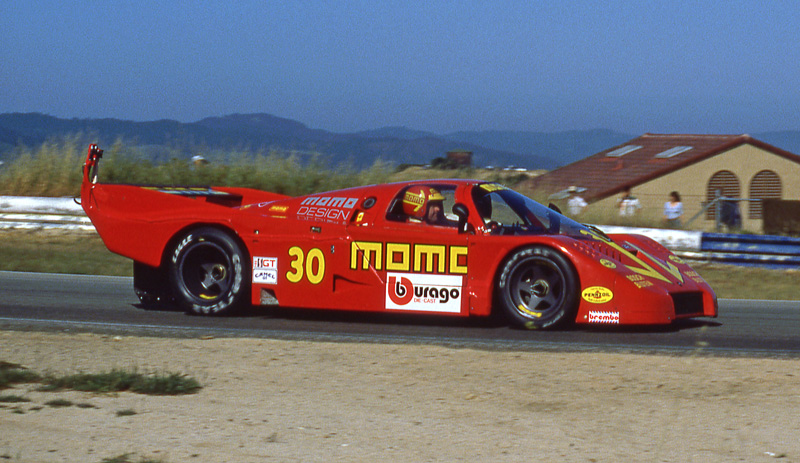
Giampiero Moretti am Steuer eines Alba AR3, beim IMSA-GT-Rennen in Laguna Seca 1984

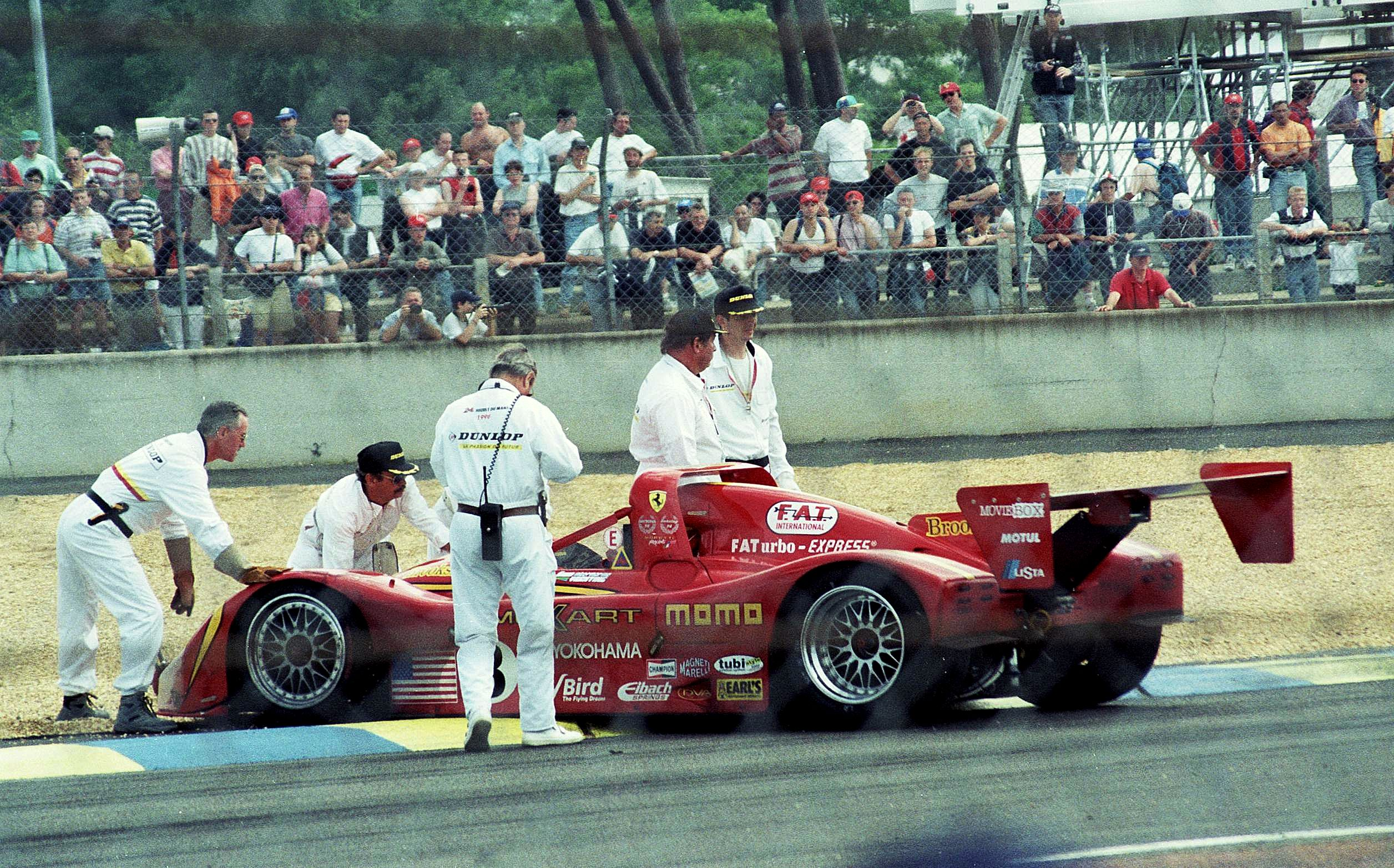
Ferrari 333SP beim 24-Stunden-Rennen von Le Mans 1998. Giampiero Moretti benötigt Hilfe

Giampiero Moretti (* 20. März 1940 in Mailand; † 14. Januar 2012 ebenda) war ein italienischer Automobilrennfahrer und Unternehmer.

## Unternehmer
Giampiero Moretti entstammte einer wohlhabenden Mailänder Familie. Mit finanzieller Hilfe und Absicherung seiner Familie gründete er Anfang der 1960er-Jahre ein Unternehmen, das sich auf die Produktion von Lenkrädern für den Motorsport spezialisierte – MOMO. Der Name setzt sich auch aus den beiden Anfangsbuchstaben des Namens Moretti und den beiden Anfangsbuchstaben des Ortes Monza zusammen. In der Nähe des Autodromo Nazionale Monza wurden zukünftig die speziellen Lenkräder gefertigt. Für den unternehmerischen Erfolg mitentscheidend war die Verbindung von MOMO mit der Scuderia Ferrari, die vom damaligen Ferrari-Rennleiter Eugenio Dragoni eingefädelt wurde. Enzo Ferrari wollte für die Formel-1-Ferrari 158 des Jahres 1964 Lenkräder aus Leder, die letztendlich von Giampiero Moretti geliefert wurden.
In den 1980er-Jahren expandierte das Unternehmen und Moretti belieferte den US-amerikanischen Motorsport mit Lenkrädern. Bis zu seinem Tod im Jänner 2012 blieb Moretti Geschäftsführer des Unternehmens.

## Karriere im Motorsport
Giampiero Moretti begann seine Karriere als Rennfahrer 1961 bei Bergrennen in Italien. In den frühen 1960er-Jahren wurde er Werksfahrer bei Bizzarrini und ging mit Fahrzeugen von Giotto Bizzarrini bei Bergrennen an den Start. Seine ersten internationalen Erfolge feierte er 1969. Bei der Targo Florio wurde er gemeinsam mit Everardo Ostini auf einem Porsche 911T Zehnter in der Gesamtwertung und beim 6-Stunden-Rennen von Vila Real Vierter auf einem Porsche 907. Sein Teampartner war sein langjähriger Freund Corrado Manfredini.
1970 erwarb er einen Ferrari 512S, mit dem er und Manfredini 1970 in der Sportwagen-Weltmeisterschaft an den Start gingen. Beim 24-Stunden-Rennen von Daytona dieses Jahres musste das Duo nach einem Schaden an der Aufhängung aufgeben. Wenige Wochen später wurde der Wagen bei einer Testfahrt fast völlig zerstört, aber mit großer technischer Hilfe von Ferrari gelang es das Fahrzeug bis zum 1000-km-Rennen von Monza wieder vollständig zu reparieren. Bei diesem Langstreckenrennen erreichten Moretti und Manfredini den neunten Gesamtrang. Mit dem Ferrari konnte Moretti in diesem Jahr auch zwei Rennsiege feiern; im Mai gewann das gute besetzte Bergrennen von Triest nach Opicina, das zur italienischen Sportwagen-Meisterschaft zählte und im September das 200-Meilen-Rennen von Fuji. 1970 gab er auch sein Debüt beim 24-Stunden-Rennen von Le Mans. Dort wurde sein Ferrari 512S von der Scuderia Filipinetti gemeldet und betreut. Nach einem Schaden an der Antriebswelle endete das Rennen für Moretti und Manfredini vorzeitig.
Aus beruflichen Gründen nahmen die Rennaktivitäten im weiteren Verlauf der 1970er-Jahre ab. Moretti war zwar bei vielen Rennen gemeldet, nahm aber nur an sehr wenigen teil.

### IMSA-GTO- und IMSA-GTP-Serie
1978 kam wieder Schwung in die Karriere. Moretti war als Fahrer und Teamchef in IMSA-GT-Serie eingestiegen. Dies geschah vor allem aus Marketinggründen. Für sein Unternehmen war der US-amerikanische Markt höchst interessant. Die ersten Jahre bestritt er die Rennen mit einem Porsche 935, sein Teamkollege war unteren anderen der US-Amerikaner Hurley Haywood. Im zweiten Jahre der IMSA-GTP-Serie 1982, wechselte er dort auf einem March 82G. Mit dem Porsche ging er auch in Europa an den Start. Er bestritt Rennen in der Deutschen Rennsport-Meisterschaft und wurde gemeinsam mit Mauro Baldi, Siebter beim 1000-km-Rennen von Spa, Achter beim 1000-km-Rennen von Mugello und Fünfter beim 9-Stunden-Rennen von Kyalami.
1983 kam er seinem ersten Rennsieg in der IMSA-Serie nahe, als er beim 500-Meilen-Rennen von Pocono nur von Bob Tullius und Doc Bundy im Jaguar XJR-5 geschlagen wurde. Sein Partner bei diesem Rennen war der Südafrikaner Sarel van der Merwe. Bis Ende der 1980er-Jahre fuhr er fast ausschließlich in den USA Autorennen. Ab 1989 kam ein Porsche 962 zum Einsatz, mit dem er auch seltene Einsätze in der europäischen Interserie hatte.
Seine größten Erfolge im Motorsport feierte er mit einem Rennfahrzeug das auf seine Initiative hin entwickelt und gebaut wurde – dem Ferrari 333SP. Ab 1994 wurde er zu bestimmenden Größe in der IMSA-Serie und feierte mit Eliseo Salazar, Wayne Taylor und Massimiliano Papis eine Fülle an Rennsiegen. Seinen größten internationalen Erfolge datieren aus dem Jahre 1998, als er sowohl das 24-Stunden-Rennen von Daytona als auch das 12-Stunden-Rennen von Sebring gewinnen konnte. Sein letzter Rennsieg war zugleich sein letztes Rennen als Fahrer; mit Didier Theys und Mauro Baldi gewann er im August 1998 das 6-Stunden-Rennen von Watkins Glen.

## Statistik

### Le-Mans-Ergebnisse
| Jahr | Team                 | Fahrzeug      | Teamkollege        | Teamkollege        | Platzierung | Ausfallgrund    |
| ---- | -------------------- | ------------- | ------------------ | ------------------ | ----------- | --------------- |
| 1970 | Scuderia Filipinetti | Ferrari 512S  | Corrado Manfredini |                    | Ausfall     | Antriebswelle   |
| 1990 | MOMO Gebhardt Racing | Porsche 962C  | Nick Adams         | Günther Gebhardt   | Ausfall     | Getriebeschaden |
| 1997 | Moretti Racing Inc.  | Ferrari 333SP | Didier Theys       | Massimiliano Papis | Rang 6      |                 |
| 1998 | Moretti Racing Inc.  | Ferrari 333SP | Didier Theys       | Mauro Baldi        | Rang 14     |                 |

### Sebring-Ergebnisse
| Jahr | Team                 | Fahrzeug      | Teamkollege                | Teamkollege     | Teamkollege       | Platzierung | Ausfallgrund |
| ---- | -------------------- | ------------- | -------------------------- | --------------- | ----------------- | ----------- | ------------ |
| 1979 | Desperado Racing     | Porsche 935   | Clif Kearns                |                 |                   | Ausfall     | kein Benzin  |
| 1980 | Electrodyne Moretti  | Porsche 935J  | Giorgio Pianta             | Renzo Zorzi     |                   | Ausfall     | Motorschaden |
| 1981 | Momo Penthouse       | Porsche 935J  | Mauricio de Narváez        | Charles Mendez  |                   | Rang 6      |              |
| 1986 | Momo Joest Racing    | Porsche 962   | Randy Lanier               | Louis Krages    |                   | Ausfall     | Motorschaden |
| 1988 | Momo Racing          | March 86G     | Michael Roe                |                 |                   | Ausfall     | Motorschaden |
| 1989 | Momo Gebhardt Racing | Porsche 962   | Michael Roe                | Massimo Sigala  | Derek Bell        | Rang 4      |              |
| 1991 | Momo Gebhardt Racing | Porsche 962C  | Hellmut Mundas             | Stanley Dickens |                   | Rang 10     |              |
| 1992 | Joest Racing         | Porsche 962C  | Oscar Larrauri             | Massimo Sigala  |                   | Rang 3      |              |
| 1993 | Momo                 | Nissan NPT-90 | John Paul junior           | Derek Bell      |                   | Rang 2      |              |
| 1995 | Momo                 | Ferrari 333SP | Wayne Taylor               | Didier Theys    |                   | Rang 33     |              |
| 1996 | Momo Corse           | Ferrari 333SP | Massimiliano Papis         | Didier Theys    |                   | Rang 3      |              |
| 1997 | Momo Racing          | Ferrari 333SP | Antônio de Azevedo Hermann | Didier Theys    | Andrea Montermini | Ausfall     | Unfall       |
| 1998 | Momo Doran Racing    | Ferrari 333SP | Mauro Baldi                | Didier Theys    |                   | Gesamtsieg  |              |

### Einzelergebnisse in der Sportwagen-Weltmeisterschaft
| Saison | Team                                                        | Rennwagen                  | 1   | 2   | 3   | 4   | 5   | 6   | 7   | 8   | 9   | 10  | 11  | 12  | 13  | 14  | 15  | 16  | 17  | 18  | 19  | 20  |
| ------ | ----------------------------------------------------------- | -------------------------- | --- | --- | --- | --- | --- | --- | --- | --- | --- | --- | --- | --- | --- | --- | --- | --- | --- | --- | --- | --- |
| 1965   | Scuderia St. Ambroeus                                       | Abarth-Simca 1300 Bialbero | DAY | SEB | BOL | MON | MON | RTT | TAR | SPA | NÜR | MUG | ROS | LEM | REI | BOZ | FRE | CCE | OVI | NÜR | BRI | BRI |
| 1965   | Scuderia St. Ambroeus                                       | Abarth-Simca 1300 Bialbero | DNF |     |     |     |     |     |     |     |     |     |     |     |     |     |     |     |     |     |     |     |
| 1969   | Everardo Ostini Scuderia Picchio Rosso                      | Porsche 911 Porsche 907    | DAY | SEB | BRH | MON | TAR | SPA | NÜR | LEM | WAT | ZEL |     |     |     |     |     |     |     |     |     |     |
| 1969   | Everardo Ostini Scuderia Picchio Rosso                      | Porsche 911 Porsche 907    |     |     |     |     | 10  |     |     |     |     | DNF |     |     |     |     |     |     |     |     |     |     |
| 1970   | Squadra Picchio-Rosso Antonio Nicodemi Scuderia Filipinetti | Ferrari 512S Porsche 907   | DAY | SEB | BRH | MON | TAR | SPA | NÜR | LEM | WAT | ZEL |     |     |     |     |     |     |     |     |     |     |
| 1970   | Squadra Picchio-Rosso Antonio Nicodemi Scuderia Filipinetti | Ferrari 512S Porsche 907   | DNF |     |     | 9   | 12  |     |     | DNF |     |     |     |     |     |     |     |     |     |     |     |     |
| 1971   | Herbert Müller Ugo Locatelli                                | Ferrari 512S AMS           | BUA | DAY | SEB | BRH | MON | SPA | TAR | NÜR | LEM | ZEL | WAT |     |     |     |     |     |     |     |     |     |
| 1971   | Herbert Müller Ugo Locatelli                                | Ferrari 512S AMS           |     |     |     |     | 8   |     | DNF |     |     |     |     |     |     |     |     |     |     |     |     |     |
| 1972   | Ecurie Bonnier                                              | Lola T212                  | BUA | DAY | SEB | BRH | MON | SPA | TAR | NÜR | LEM | ZEL | WAT |     |     |     |     |     |     |     |     |     |
| 1972   | Ecurie Bonnier                                              | Lola T212                  | DNF |     |     |     |     |     |     |     |     |     |     |     |     |     |     |     |     |     |     |     |
| 1973   | Momo                                                        | De Tomaso Pantera          | DAY | VAL | DIJ | MON | SPA | TAR | NÜR | LEM | ZEL | WAT |     |     |     |     |     |     |     |     |     |     |
| 1973   | Momo                                                        | De Tomaso Pantera          | DNF |     |     |     |     |     |     |     |     |     |     |     |     |     |     |     |     |     |     |     |
| 1974   | Jolly Club Switzerland                                      | Lola T294                  | MON | SPA | NÜR | IMO | LEM | ZEL | WAT | LEC | BRH | KYA |     |     |     |     |     |     |     |     |     |     |
| 1974   | Jolly Club Switzerland                                      | Lola T294                  |     |     |     |     |     |     | DNF |     |     |     |     |     |     |     |     |     |     |     |     |     |
| 1977   | Jolly Club                                                  | Porsche 934                | DAY | MUG | DIJ | MON | SIL | NÜR | VAL | PER | WAT | EST | LEC | MOS | IMO | SAL | BRH | HOK | VAL |     |     |     |
| 1977   | Jolly Club                                                  | Porsche 934                |     |     |     |     | 7   |     |     |     |     |     | 14  |     |     |     |     |     | DNF |     |     |     |
| 1978   | Electrodyne Inc.                                            | Porsche 935                | DAY | SEB | MUG | TAL | DIJ | SIL | NÜR | LEM | MIS | DAY | WAT | VAL | ROD |     |     |     |     |     |     |     |
| 1978   | Electrodyne Inc.                                            | Porsche 935                | DNF |     |     |     |     |     |     |     |     |     |     |     |     |     |     |     |     |     |     |     |
| 1979   | Jolly Club Desperado Racing Electrodyne                     | Porsche 935                | DAY | SEB | MUG | TAL | DIJ | RIV | SIL | NÜR | LEM | PER | DAY | WAT | SPA | BRH | ROA | VAL | ELS |     |     |     |
| 1979   | Jolly Club Desperado Racing Electrodyne                     | Porsche 935                | 45  | DNF |     |     |     | DNF |     |     |     |     |     |     |     |     |     |     |     |     |     |     |
| 1980   | Electrodyne                                                 | Porsche 935                | DAY | BRH | SEB | MUG | MON | RIV | SIL | NÜR | LEM | DAY | WAT | SPA | MOS | ROA | VAL | DIJ |     |     |     |     |
| 1980   | Electrodyne                                                 | Porsche 935                | 59  |     | DNF |     |     | DNF |     |     |     |     | DNF |     |     | 15  |     |     |     |     |     |     |
| 1981   | Momo                                                        | Porsche 935                | DAY | SEB | MUG | MON | RIV | SIL | NÜR | LEM | PER | DAY | WAT | SPA | MOS | ROA | BRH |     |     |     |     |     |
| 1981   | Momo                                                        | Porsche 935                | DNF | 6   |     |     | 14  |     |     |     |     |     | 6   |     | DNF | 5   |     |     |     |     |     |     |
| 1982   | Momo Giampiero Moretti                                      | Porsche 935                | MON | SIL | NÜR | LEM | SPA | MUG | FUJ | BRH |     |     |     |     |     |     |     |     |     |     |     |     |
| 1982   | Momo Giampiero Moretti                                      | Porsche 935                |     | 7   |     |     | 7   | 8   |     |     |     |     |     |     |     |     |     |     |     |     |     |     |
| 1988   | Memorex Telex Racing Team                                   | Porsche 962                | JER | JAR | MON | SIL | LEM | BRÜ | BRH | NÜR | SPA | FUJ | SAN |     |     |     |     |     |     |     |     |     |
| 1988   | Memorex Telex Racing Team                                   | Porsche 962                |     |     |     |     |     |     | DNF |     |     |     |     |     |     |     |     |     |     |     |     |     |
| 1991   | Joest Racing                                                | Porsche 962                | SUZ | MON | SIL | LEM | NÜR | MAG | MEX | AUT |     |     |     |     |     |     |     |     |     |     |     |     |
| 1991   | Joest Racing                                                | Porsche 962                |     |     |     | 5   |     |     |     |     |     |     |     |     |     |     |     |     |     |     |     |     |